# Сулкув (Мазовецьке воєводство)
Сулкув (пол. Sułków) — село в Польщі, у гміні Стромець Білобжезького повіту Мазовецького воєводства.
Населення — 127 осіб (2011).
У 1975-1998 роках село належало до Радомського воєводства.

## Демографія
Демографічна структура станом на 31 березня 2011 року:
|          | Загалом | Допрацездатний вік | Працездатний вік | Постпрацездатний вік |
| -------- | ------- | ------------------ | ---------------- | -------------------- |
| Чоловіки | 70      | 17                 | 47               | 6                    |
| Жінки    | 57      | 11                 | 35               | 11                   |
| Разом    | 127     | 28                 | 82               | 17                   |